# Саидов, Сирожиддин Салохович
Саидов, Сирожиддин Салохович (узб. Sirojiddinov Saloxovich Saidov; 1958 год, Сариасийский район, Сурхандарьинская область) — узбекский писатель, председатель Союза писателей Узбекистана, член Сената Олий Мажлиса Республики Узбекистан IV созыва. Народный поэт Республики Узбекистан (2006).

## Биография
18 января 2020 года президент Узбекистана Шавкат Мирзиёев подписал указ о назначении Сирожиддина Саидова сенатором Олий Мажлиса Республики Узбекистан.
11 сентября 2020 года утверждён в политический совет Либерально-демократической партии Узбекистана.

## Награды
- «Народный поэт Республики Узбекистан» (2006)[3].
- Орден «Мехнат шухрати» (2021)[4]
- Государственная премия Республики Узбекистан второй степени (2017)[5]